# Sociaal-Liberale Partij
Die Sociaal-Liberale Partij anhörenⓘ (SLP) war eine belgische linksliberale Partei, die allein in Flandern aktiv war. Ihre Vorgängerin SPIRIT war 2001 nach dem Zerfall der Volksunie aus dem linken Flügel dieser entstanden. Nach einer Annäherung an die sozialdemokratische sp.a (2002 bis 2008) und einer ersten Umbenennung in VlaamsProgressieven (2008) und schließlich in Sociaal-Liberale Partij (2009), schloss sich die Partei Ende 2009 aufgrund enttäuschender Wahlergebnisse der grünen Partei Groen! an.
Die SLP und ihre Vorgängerinnen waren zeitweilig im Föderalen Parlament, in den Parlamenten Flanderns und der Region Brüssel-Hauptstadt vertreten. Auch war sie zeitweise in der Föderalregierung und in der flämischen Regierung vertreten.

## Geschichte

### Spirit
Die 1954 gegründete Volksunie (VU) war eine sozialliberale Partei mit starkem flämisch-nationalen Anstrich. Nachdem die Volksunie jedoch im Jahr 2001 am sogenannten Lambermont-Abkommen, das die Basis für die fünfte belgische Staatsreform bildete, gescheitert war und sich eine Spaltung der Partei abzeichnete, sammelten sich der linksliberale Parteiflügel und die von Bert Anciaux (heute sp.a) gegründete politische Erneuerungsbewegung ID21 und gründeten gemeinsam die Partei SPIRIT (Sociaal progressief internationaal regionalistisch integraal-democratisch en toekomstgericht, deutsch: Sozial, fortschrittlich, international, regionalistisch, integraldemokratisch und zukunftsorientiert). Gründer waren unter anderem neben Bert Anciaux, Els Van Weert und Geert Lambert. Der rechte Flügel der VU sammelte sich seinerseits um Geert Bourgeois, dem Gründer der Nieuw-Vlaamse Alliantie (N-VA).
Von 2002 bis November 2008 bildete SPIRIT ein „politisches Kartell“ mit der von Steve Stevaert angeführten sp.a, der sozialdemokratischen Partei Flanderns. Dies beinhaltete eine Listenverbindung bei Wahlen sowie eine verstärkte politische Zusammenarbeit. Als Folge verlor sie im November 2002 allerdings wichtige Politiker in Richtung Open VLD (wie beispielsweise Vincent Van Quickenborne oder Patrik Vankrunkelsven) und Groen! (wie beispielsweise Ferdy Willems). Das Kartell war überlebenswichtig für die kleine Partei, weil seit den Wahlen von 2003 eine Fünf-Prozent-Hürde (Sperrklausel) auf föderaler Ebene eingeführt worden war. In der Folge geriet SPIRIT vor allem in die Schlagzeilen, als die Parteispitze im Jahr 2005 eine Kompromisslösung für den Wahlkreis Brüssel-Halle-Vilvoorde, der von den anderen Partnern der Regierung Verhofstadt II akzeptiert wurde, ablehnte. Auf Europa-Ebene gehörte die Partei zur regionalistischen Europäischen Freien Allianz.
Bei den Föderalwahlen von 2007 erlitt SPIRIT gemeinsam mit der sp.a eine herbe Niederlage und allein Geert Lambert konnte seinen Sitz im Senat verteidigen.

### VlaamsProgressieven
Um die Partei erneut zu dynamisieren, wurde im Jahr 2008 beschlossen, sie in VlaamsProgressieven (Vl.Pro) umzubenennen. Im selben Jahr noch schlug Anciaux vor, die Vl.Pro endgültig mit der sp.a, die in der Zwischenzeit von Caroline Gennez geführt wurde, zu vereinen, doch stellte sich die Mehrheit der Mitglieder unter Lambert dagegen. Infolgedessen beschloss Gennez im November 2008, das Kartell endgültig aufzulösen. Bert Anciaux und einige Mitstreiter gingen im Januar 2009 zur sp.a über.

### Sociaal-Liberale Partij
Um den Bruch des Kartells zu verdeutlichen und sich von der sp.a zu distanzieren wurde die Partei am 1. Januar 2009 erneut umbenannt, diesmal in Sociaal-Liberale Partij (SLP). Bei den Regionalwahlen von 2009 konnte die SLP jedoch keinen einzigen Abgeordneten im Flämischen Parlament stellen, sodass am 19. Dezember 2009 nach kurzen Verhandlungen eine Fusion mit der grünen Partei Groen! unter dem Vorsitz von Wouter Van Besien und die endgültige Auflösung der SLP stattfand.

## Ausrichtung
Die Partei trat unter anderem für das Bekämpfen der Armut und der Staatsverschuldung, eine stärkere Föderalisierung Belgiens und die Teilung des Wahlkreises Brüssel-Halle-Vilvoorde, Interkulturalität und die Regularisierung illegaler Einwanderer (der sogenannten Sans papiers) ein.

## Parteivorsitzende
| Name                    | Amtszeit (Beginn) | Amtszeit (Ende) |
| ----------------------- | ----------------- | --------------- |
| Annemie Van de Casteele | 2001              | 2002            |
| Els Van Weert           | 2002              | 2004            |
| Geert Lambert           | 2004              | 2007            |
| Bettina Geysen          | 2007              | 2008            |
| Nelly Maes              | 2008              | 2008            |
| Geert Lambert           | 2008              | 2009            |

## Wahlergebnisse und Regierungsbeteiligung

### Föderale Ebene
Bei den Föderalwahlen von 2003 errang SPIRIT als Kartellpartner der sp.a einen großen Wahlerfolg. Während die sp.a-SPIRIT insgesamt für die Abgeordnetenkammer 14,91 % der Stimmen und 23 Sitze und für den Senat 15,47 % und 7 Sitze erhielt, waren SPIRIT allein sechs Sitze in der Kammer und zwei im Senat zuzurechnen. In der föderalen Regierung Verhofstadt II unter Guy Verhofstadt (VLD) vertrat Bert Anciaux SPIRIT von 2003 bis 2004 als Minister für Mobilität und Sozialwirtschaft. Von 2004 bis 2007 war Els Van Weert als Staatssekretärin für nachhaltige Entwicklung und Sozialwirtschaft in der Regierung vertreten.
Bei den Föderalwahlen von 2007 erlitt das Kartell sp.a-SPIRIT eine deutliche Wahlniederlage. In der Abgeordnetenkammer verschwand SPIRIT vollkommen (die 14 übrig gebliebenen Sitze gingen an die sp.a) und im Senat konnte allein Geert Lambert seinen Sitz retten.

### Flandern und Europa
Bei den Regionalwahlen von 2004 erhielt das Kartell sp.a-SPIRIT 19,66 Prozent der Stimmen und 25 Mandate. Drei dieser Mandate gingen an SPIRIT über. Nach dem Bruch des Kartells im Jahr 2008 blieben SPIRIT (und später Vl.Pro) nur noch zwei Vertreter übrig, die aber als Unabhängige tagen musste, da sie nicht zahlreich genug waren, um eine Fraktion zu bilden. Von 2004 bis 2009 war Bert Anciaux als Minister für Kultur, Jugend und Sport in den flämischen Regierungen unter Yves Leterme und Kris Peeters (beide CD&V) vertreten (zuerst für SPIRIT und nach dem Bruch des Kartells als Unabhängiger und dann für die sp.a). Bei den gleichzeitig abgehaltenen Europawahlen erhielt das Kartell 11,04 % der Stimmen und 3 Sitze im Europäischen Parlament.
Bei den Regionalwahlen vom 7. Juni 2009 und nach Bruch des Kartells erhielt die SLP nur noch 1,09 % der Stimmen und verlor jede Vertretung im flämischen Parlament. Auf europäischer Ebene kam die SLP nicht über 0,40 % der Stimmen hinaus und konnte auch hier keinen Sitz erkämpfen.
Die Gemeinderatswahlen von 2006 brachten hingegen keine große Veränderung für das Kartell sp.a-SPIRIT mit sich.

### Statistik
| Jahr | Wahl                                                   | Stimmenanteil | Sitze              |
| ---- | ------------------------------------------------------ | ------------- | ------------------ |
| 2003 | Parlamentswahl 2003                                    | 14,91 %       | 6/150 1 von 23/150 |
| 2003 | Senatswahl 2003                                        | 14,91 %       | 6/40 1 von 7/40    |
| 2004 | Flämische Parlamentswahl 2004                          | 19,66 %       | 3/124 1 von 25/124 |
| 2004 | Wahl des Rats der Region Brüssel-Hauptstadt 2004       | 2,44 %        | 0/89 1 von 3/89    |
| 2004 | Europawahl 2004                                        | 11,04 %       | 0/24 1 von 3/24    |
| 2007 | Parlamentswahl 2007                                    | 10,26 %       | 0/150 1 von 14/150 |
| 2007 | Senatswahl 2007                                        | 10,04 %       | 1/40 1 von 4/40    |
| 2009 | Flämische Parlamentswahl 2009                          | 1,09 %        | 0/124              |
| 2009 | Wahl des Parlaments der Region Brüssel-Hauptstadt 2009 | 0,08 %        | 0/89               |
| 2009 | Europawahl 2009                                        | 0,40 %        | 0/22               |